# Ingvar Gärd
Gustaf Ingvar Bertil Gärd (Malmö, Suecia, 6 de octubre de 1921-ibídem, 31 de agosto de 2006) fue un jugador y entrenador de fútbol sueco. En su etapa como jugador profesional se desempeñaba como centrocampista.

## Selección nacional
Fue internacional con la selección de fútbol de Suecia en 6 ocasiones. Formó parte de la selección que obtuvo el tercer lugar en la Copa del Mundo de 1950.

### Participaciones en Copas del Mundo
| Mundial                        | Sede   | Resultado    | Partidos | Goles |
| ------------------------------ | ------ | ------------ | -------- | ----- |
| Copa Mundial de Fútbol de 1950 | Brasil | Tercer lugar | 5        | 0     |

## Clubes

### Como jugador
| Club         | País   | Año       |
| ------------ | ------ | --------- |
| Malmö FF     | Suecia | 1941-1950 |
| UC Sampdoria | Italia | 1950-1951 |

### Como entrenador
| Club            | País   | Año       |
| --------------- | ------ | --------- |
| Trelleborgs FF  | Suecia | 1954-1955 |
| IFK Malmö       | Suecia | 1955-1962 |
| Trelleborgs FF  | Suecia | ¿-1965    |
| IFK Malmö       | Suecia | 1966      |
| Gunnarstorps IF | Suecia | 1969      |
| Hörby FF        | Suecia | 1970      |

## Palmarés

### Campeonatos nacionales
| Título         | Club     | País   | Año  |
| -------------- | -------- | ------ | ---- |
| Allsvenskan    | Malmö FF | Suecia | 1944 |
| Copa de Suecia | Malmö FF | Suecia | 1944 |
| Copa de Suecia | Malmö FF | Suecia | 1946 |
| Copa de Suecia | Malmö FF | Suecia | 1947 |
| Allsvenskan    | Malmö FF | Suecia | 1949 |
| Allsvenskan    | Malmö FF | Suecia | 1950 |